# Labeo congoro
Labeo congoro és una espècie de peix cipriniforme de la família dels ciprínids.

## Morfologia
Els mascles poden assolir els 41,5 cm de longitud total.

## Distribució geogràfica
Es troba a Àfrica: riu Zambezi, rius de Tanzània i riu Malagarasi.